# Гипертекст (журнал)
«Гипертекст» — критический журнал, посвящённый вопросам литературы, театра, кино, архитектуры, искусства, издательского дела и массмедиа. Выходит в Уфе на русском языке в черно-белом оформлении.

## История
Издается с декабря 2004 года. Главный редактор — Кристина Абрамичева, члены редакционного совета – Рустем Вахитов, Галина Ишимбаева, Валерий Пугачев, Игорь Савельев.
В декабре 2008 года вышел в свет юбилейный 10-й номер журнала.
В декабре 2011 года вышел первый номер литературного приложения «Персонаж: тексты о текстах». В феврале 2014 года вышел 20-й номер журнала вместе приложением «Персонаж» №5.

## Направленность журнала
В журнале публикуются критические статьи о литературе, театре, кино, архитектуре, искусстве, издательском деле и массмедиа. Внимание уделяется некоторым веяниям в культуре (постмодернизм, сетевая культура, неизобразительное искусство), авангардистским течениям и экспериментам в Уфе. Журнал публикует аналитические материалы, художественную критику, серии фотографий. Помимо этого «Гипертекст» выступает организатором поэтических слэмов, презентаций книг и литературных встреч, занимается продвижением авторов из региона.

## Цитаты о журнале
- «С 2004 года в Уфе брошюрой в стильном черно-белом оформлении издается вполне профессионально сделанный журнал культурного реагирования». — А. Кузнецова, «Знамя», 2006.
- «…Продержаться восемь номеров в малокультурном окружении, не только не прогибаясь под него, а продолжая называть вещи своими именами, — уже очень достойный уважения результат». — А. Уланов, «Знамя», 2008.
- «…лучшее, что можно делать (если вы, конечно, не даос) — действовать, пытаться что-то создавать, и мироздание уже само разберется, что нужно, а что нет — и, судя по тому, что “Гипертекст” и его проекты живут и развиваются, мироздание, кажется, его одобряет». — О. Степанянц, «Знамя», 2013.

## Рецензии
- Башкатова А. Яблоко и антимиры // Независимая газета. — 2005. — 28 июля.
- Уланов А. Гипертекст. Критический журнал (Уфа) Архивная копия от 25 октября 2013 на Wayback Machine // Знамя. — 2008. — № 12.
- Александров А. Тексты, поля и персонажи Архивная копия от 18 августа 2012 на Wayback Machine // Волга. — 2012. — № 3-4.
- Караковский А. Книжные деликатесы // Контрабанда. — 2012. — № 20.
- Савельев И. Триумф воли // Литературная Россия. — 2012. — № 2-3.
- Степанянц О. Под одной крышей Архивная копия от 28 апреля 2015 на Wayback Machine // Знамя. — 2013. — № 5.

### Упоминания в обзорах
- Кузнецова А. Ни дня без книги Архивная копия от 28 апреля 2015 на Wayback Machine // Знамя. — 2006. — № 12.
- А. Василевский, П. Крючков. Периодика Архивная копия от 2 сентября 2013 на Wayback Machine // Новый мир. — 2006. — № 12.
- П. Крючков. Периодика Архивная копия от 10 ноября 2012 на Wayback Machine // Новый мир. — 2007. — № 3.
- А. Василевский, П. Крючков. Периодика Архивная копия от 19 августа 2012 на Wayback Machine // Новый мир. — 2012. — № 3.
- А. Василевский, П. Крючков. Периодика Архивная копия от 27 августа 2013 на Wayback Machine // Новый мир. — 2012. — № 4.